# El Molar (Tarragona)
El Molar (spanisch Molá) ist eine Gemeinde im Süden Kataloniens mit 307 Einwohnern (Stand: 2024) und liegt in der Provinz Tarragona und der Comarca Priorat. 

## Lage
El Molar liegt etwa 40 Kilometer westlich von Tarragona in einer Höhe von ca. 230 m. 

## Bevölkerungsentwicklung
| Jahr      | 1970 | 1981 | 1991 | 2001 | 2011 | 2021 |
| Einwohner | 505  | 346  | 324  | 291  | 305  | 296  |

## Sehenswürdigkeiten
- Rochuskirche